# Рутка
Ру́тка (Fumaria (Tourn.) L.), рід однорічних рослин з родини руткових (Fumariaceae). В Україні — 5 видів, що ростуть на полях, городах, засмічених місцях. Серед них найпоширеніша рутка лікарська (F. officinalis L.), розсіяна в усій Україні, на півдні зрідка. Її вживають для поліпшення апетиту й травлення і також проти скорбуту; свіжий сік рутки використовують як зовн. засіб проти лишаїв і корости.